# Discokeryx
Discokeryx — викопний рід копитних ссавців вимерлої родини Prolibytheriidae. Існував у Східній Азії у ранньому міоцені (17 млн років тому). Викопні рештки тварини знайдено у формації Халамагай, розташованої на північному заході Китаю. Було виявлено череп та шийні хребці.

## Назва
Назва виду xiezhi посилається на сіечжи — істоту з китайської міфології з одним рогом. Назва роду в перекладі з грецької означає «круглий ріг».

## Опис
На голові D. xiezhi мав єдиний ріг з кератину у формі великого плоского диску товщиною близько 5 см. Цей ріг та будова шийних хребців показує, що самці цього виду під час шлюбних змагань билися головами, як це роблять сучасні барани та козли.